# Karl V. (opera)
Karl V. je opera, popsaná jako Bühnenwerk mit Musik (scénické dílo s hudbou) od Ernsta Křenka, jeho opus 73. Německé libreto napsal sám skladatel. Jeho studentka Virginia Seay s ním spolupracovala na anglickém překladu libreta.
Toto první dokončené celovečerní dvanáctitónové operní dílo vypráví příběh života císaře Karla V. formou série retrospektiv na rozděleném jevišti, což skladatel až později označil za „filmový“ styl. Opera také obsahuje prvky Sprechstimme (zpěv na pomezí mluvy a zpěvu).

## Historie
Původně byla opera objednána v roce 1930 Vídeňskou státní operou k provedení v roce 1934. Toto dlouho očekávané dílo se však stalo příčinou velkého skandálu, když bylo uvedení zrušeno poté, co byl Křenek zařazen na černou listinu v Německu nacistickou vládou krátce po německých parlamentních volbách v březnu 1933. Skladatel věřil, že důraz na křesťanskou univerzalitu učinil operu Karl V. pro nacisty „zcela neúnosnou“.
Koncertní suita pro soprán (Fragmente aus dem Bühnenwerk Karl V., Op. 73a) byla provedena v roce 1936 a samotná opera byla poprvé uvedena 22. června 1938 v Novém německém divadle v Praze, v době, kdy již Křenek uprchl do zámoří. V roce 1954 Křenek revidoval partituru pro první obnovené uvedení v Německu. Plně inscenované provedení opery se uskutečnilo v létě 2008 ve Festspielhausu v rámci Bregenzského festivalu a je dostupné na DVD.

## Role
| Role                                              | Druh hlasu   | Premiérové obsazení, 22. června 1938 Dirigent: Karl Rankl |
| ------------------------------------------------- | ------------ | --------------------------------------------------------- |
| Císař Karel V.                                    | baryton      | Pavel Ludikar                                             |
| Juana, jeho matka                                 | alt          | Lydia Kindermann                                          |
| Eleonora, jeho sestra                             | soprán       | Martha Cuno                                               |
| Ferdinand, jeho bratr                             | tenor        | Kurt Baum                                                 |
| Isabela, jeho manželka                            | soprán       |                                                           |
| Juan de Regla, zpovědník                          | mluvená role |                                                           |
| Henri Mathys, lékař                               |              |                                                           |
| Francisco Borgia, jezuita, dříve komoří císařovny | tenor        |                                                           |
| Alarcon, císařský kapitán                         | mluvená role |                                                           |
| Alba, císařský kapitán                            | mluvená role |                                                           |
| Frundsberg, císařský kapitán                      | mluvená role |                                                           |
| Říšský kancléř                                    |              |                                                           |
| František I., francouzský král                    | tenor        |                                                           |
| Frangipani                                        | tenor        |                                                           |
| Klement VII.                                      | mluvená role |                                                           |
| Kardinál                                          | mluvená role |                                                           |
| Luther                                            | baryton      |                                                           |
| Následovník Luthera                               | tenor        |                                                           |
| Moritz von Sachsen, protestantský princ           | mluvená role |                                                           |
| Sultán Sulejman                                   | bas          |                                                           |
| Astrolog Sulejmana                                | tenor        |                                                           |

## Nahrávky
Křenek: Karl V. – Rozhlasový symfonický orchestr Vídeň
- Dirigent: Gerd Albrecht
- Hlavní pěvci: Frank Hoffmann, Hanna Schwarz, Helmut Melchert, Horst Hiestermann, Kristine Ciesinski
- Datum nahrávky: 14. srpna 1980
- Vydavatel: Philips 6769 084 (2 LP, 106 minut); později Orfeo d'Or B00004YLCJ (CD)

Křenek: Karl V. – Beethovenhalle Orchestra Bonn
- Dirigent: Marc Soustrot
- Hlavní pěvci: Wolf-Dieter Streicher, David Pittman-Jennings, Martina Borst, Tom Sol, Werner Hollweg, Franziska Hirzel, Andreas Conrad, Christoph Bantzer, Anne Gjevang, Axel Medrok, Florian Mock
- Datum nahrávky: 14. října 2000
- Vydavatel: MD&G Records – B00005NSOB (2 CD, 141 minut)